# Mamma Gógó
Mamma Gógó è un film del 2010 diretto da Friðrik Þór Friðriksson.